# Dornbach (Grafenwöhr)

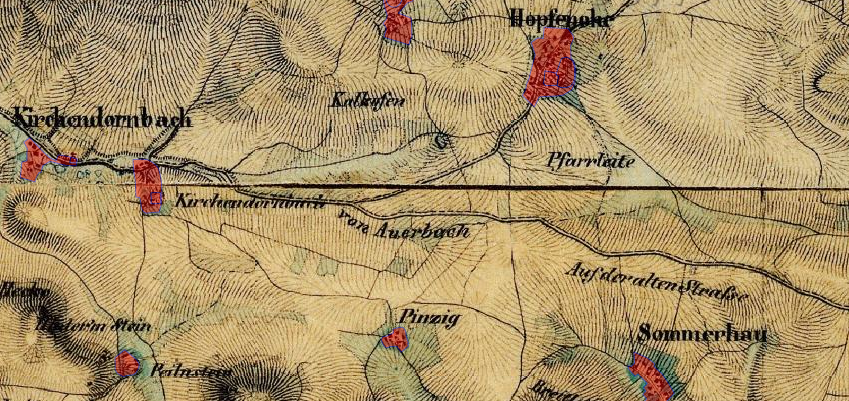
Kirchendornbach auf dem Urkataster von Bayern

Dornbach ist ein abgegangenes Dorf, das sich als Wüstung im Truppenübungsplatz Grafenwöhr  von Bayern befindet. Dornbach lag ca. 2,1 km westlich von Hopfenohe und etwa 2,2 km östlich von Auerbach in der Oberpfalz. Die Reste von Dornbach werden als Bodendenkmal der Gemeinde Grafenwöhr unter der Aktennummer D-3-6335-0042 als „untertägige mittelalterliche und frühneuzeitliche Befunde in der Wüstung ‚Unterdornbach‘“ erwähnt sowie unter der Aktennummer D-3-6335-0041 als „archäologische Befunde der frühen Neuzeit im Bereich der Kirchenruine Maria Hilf“.

## Geschichte
Dornbach bestand aus drei Ortsteilen: Unterdornbach mit der katholischen Kirche Maria Hilf, Kirchendornbach' mit der katholischen Kirche St. Michael und einem Friedhof sowie Herolds- oder Hertlsdornbach', ab Ende des 18. Jahrhunderts Pinzig genannt. Diese drei Ortsteile waren durch Kaiser Heinrich II. 1008 für die Gründung des Bistums Bamberg gestiftet worden und Dornbach war seitdem ein Bamberger Lehen. Ein Hadmar de dornbach hatte 1121 den Gründungsbrief der Pfarrei Michelfeld als Zeuge unterschrieben. Dieser hatte seinen Sitz vermutlich in Heroldczdornbach. Ende des 12. Jahrhunderts starben die Herrn von Dornbach aus und ihr Lehen fiel an das Bistum Bamberg zurück. Dornbach bildete zu Beginn des 19. Jahrhunderts zusammen mit Beilenstein, Bernreuth, Ebersberg und Pinzig die politische Gemeinde Ebersberg.

### Unterdornbach
In Unterdornbach besaß das Bistum Bamberg zwei Höfe, die an Auerbacher Bürger als Lehen ausgegeben wurden. Von diesen kam einer an das Bürgerspital und der andere an das Siechenhaus von Auerbach, 1350 kam auch dieser zum Bürgerspital. Die  Kirche Maria Hilf wurde um das Jahr 1720 mit einem barocken Dachreiter erbaut. Die Schnitzereien des Altars hatte der Auerbacher Bildhauer Johann Michael Doser angefertigt, das Altarblatt des Hauptaltars stammte von dem Maler Michael Wild von Auerbach. Die Kirche wurde mehrmals renoviert und war 1936 noch vollständig erhalten; die gesamte Inneneinrichtung der Kirche ist mit Ausnahme des Tabernakels, der auf dem Altar der Gottvaterberg-Kirche von Auerbach aufgestellt ist, spurlos verschwunden. Heute sind von der Kirche nur mehr fünf m hohe Grundmauern erhalten.
Die vier Höfe und das Hirtenhaus von Unterdornbach wurden ab 1938 vom deutschen Staat abgelöst und ihre ehemaligen Bewohner mussten sich andere Unterkünfte (z. B. in Grünhammer und Hart, Auerbach) suchen. 1945 durfte ein Teil der Einwohner für knapp fünf Jahre wieder nach Dornbach zurück. In den meisten übrigen Anwesen wurden überwiegend aus ihrer Heimat im Osten Vertriebene untergebracht. Am 15. Mai 1949 wurde die Ortschaft endgültig geräumt und die Anwesen wurden abgebrochen.

### Kirchendornbach
Der Ortsteil Kirchendornbach mit der Michaelskirche war ab 1490 eine Filiale der Pfarrei Hopfenohe. Dornbach war vermutlich früher eine selbständige Pfarrei. Die erste Kirche in Dornbach war im romanischen Stil erbaut und ist vermutlich 1430 von den Hussiten zerstört worden. Um 1450 entstand eine gotische Kirche, die ab 1701 im Barockstil neu errichtet wurde. Die Altäre schuf wahrscheinlich der Auerbacher Bildhauer Johann Michael Doser. Sie wurde als Wallfahrtskirche berühmt und hatte selbst in der lutherischen und reformierten Zeit großen Zulauf. Der Großteil der Einrichtung der Dornbacher Michaelskirche kam im Zuge der Erweiterung des Truppenübungsplatzes Grafenwöhr im Dezember 1939 nach Pegnitz in die 1927 konsekrierte katholische Pfarrkirche St. Mariä Namen. Die Ruinen der Kirche waren bis 1969 noch gut sichtbar, aber als 1971 einige Szenen des Fernsehfilms Die Verletzung in Dornbach gedreht wurden, wurde dafür der Kirchturm gesprengt. Heute sind Kirchenruine und Friedhof durch größere Steinbrocken vor dem Befahren mit militärischen Fahrzeugen geschützt.
Die zwölf Höfe der Ortschaft, darunter auch eine Gastwirtschaft, wurden 1938 bis 1941 abgesiedelt und die Bewohner suchten sich eine andere Heimat in näheren und ferneren Orten Bayerns (z. B. in Auerbach, Bartreith bei Landshut, Bernreuth, Forsthart, Kirchenthumbach und Nürnberg).

### Pinzig
In Heroldsdornbach befand sich der Sitz der Herren von Dornbach. Von diesen wird ein Hadmar de dornbach häufig als Zeuge in Bamberger Urkunden genannt; 1143 erschien ein Arnold de dornbach und 1184 ein Beringar de dornbach. Ende des 12. Jahrhunderts starben die Herrn von Dornbach aus und ihr Lehen fiel wieder an das Stift Bamberg zurück. In einem Bamberger Urbar von 1323/28 über den Veldensteiner Forst wird die Unterteilung dieses Waldgebietes in 18 Forsthuben aufgelistet; eine davon ist „Heroldczdornbach“. Manchmal findet man auch die Namen „Hertlsdornbach“ oder „Hertlsgut“ und ab Ende des 18. Jahrhunderts die Bezeichnung Pinzig. Dort befand sich der Sitz, spätr Forsthof genannt, des bischöflichen Erbförsters.
Bei der Auflösung des Ortes gab es dort drei Anwesen, deren Bewohner 1937/38 nach Kelheim, Lengfeld bzw. nach Kumpfmühl bei Vilsbiburg abwanderten.